# El Uvito
El Uvito hace parte de la provincia de Veraguas en la parte occidental del país a 190 km al sur de Panamá es el titular de la nación a 88 metros sobre el nivel del mar se encuentra El Uvito tiene una población de 956 habitantes.

## Topografía
El terreno alrededor de El Uvito es plano. El área circundante tiene una altura de 205 metros y 4.9 km al este de El Uvito. Hay alrededor de 72 personas por kilómetro cuadrado alrededor de la población de El Uvito. Hace parte de la ciudad de Santiago de Veraguas En la región alrededor de El Uvito, las colinas son muy comunes. La temperatura media ronda los 25 °C, siendo abril el mes más cálido (30 °C), mientras que en julio las temperaturas están cerca de los 22 °C.
La precipitación media es de 2.000 milímetros por año. El mes de octubre con 368 milímetros de lluvia, y enero a escasos 5 milímetros.